# Saint-Clar
 Saint-Clar  es una población y comuna francesa, ubicada en la región de Mediodía-Pirineos, departamento de Gers, en el distrito de Condom y cantón de Saint-Clar.

## Demografía
| 1030 | 1033 | 987 | 972 | 879 | 868 |
| Para los censos de 1962 a 1999 la población legal corresponde a la población sin duplicidades (Fuente: INSEE [Consultar]) |      |     |     |     |     |